# Уюньцимг
Уюньцимг (монг. Оюунчимэг, жен., декабря 1942, на территории современного Бэйпяо, пров. Ляонин — 30 апреля 2024, Пекин) — зампред ПК ВСНП (2003—2013, с 2008 года — 3-й), председатель правительства АР Внутренняя Монголия (2000—2003), член ЦК КПК (2002—2012, кандидат с 1992 года). Монголка.
Окончила научно-технический колледж во Внутренней Монголии.
Член КПК с июля 1966 года, член ЦК КПК 16-17 созывов (кандидат 14—15 созывов).
В 1989—1994 годах завотделом пропаганды парткома, в 1994—2003 годах замглавы парткома АР Внутренняя Монголия и в 2000—2003 годах председатель правительства АР.
В 2003—2013 годах зампред ПК ВСНП 10—11 созывов (с 2008 года — 3-й по перечислению).
В 2005 году в качестве спецпосланника председателя КНР присутствовала на церемонии инаугурации президента Монголии Намбарына Энхбаяра.
Умерла 30 апреля 2024 года в Пекине из-за болезни в возрасте 81 года.